# Санту-Андре-даш-Тожейраш
Санту-Андре-даш-Тожейраш (порт. Santo André das Tojeiras; МФА: [ˈsɐ̃.tu ɐ̃.ˈdɾɛ dɐʃ tu.ˈʒɐj.ɾɐʃ]) — парафія в Португалії, у муніципалітеті Каштелу-Бранку. Розташована в східній частині країни, на теренах історичної португальської провінції Бейра. Входить до складу округу Каштелу-Бранку. За адміністративним поділом, чинним до 1976 року, терени парафії були складовою провінції Нижня Бейра. Належить до Порталегрівсько-Каштелу-Бранківської діоцезії Католицької церкви. Патрон — святий Андрій. Площа — 74,8741 км². Населення — 747 ос. (2011). Слабо урбанізований регіон. Густота населення — 9,98 осіб/км²
. Код — 050221.

## Населення
| Кількість мешканців | Кількість мешканців | Кількість мешканців | Кількість мешканців | Кількість мешканців | Кількість мешканців | Кількість мешканців | Кількість мешканців | Кількість мешканців | Кількість мешканців | Кількість мешканців | Кількість мешканців | Кількість мешканців | Кількість мешканців | Кількість мешканців |
| ------------------- | ------------------- | ------------------- | ------------------- | ------------------- | ------------------- | ------------------- | ------------------- | ------------------- | ------------------- | ------------------- | ------------------- | ------------------- | ------------------- | ------------------- |
| 1864                | 1878                | 1890                | 1900                | 1911                | 1920                | 1930                | 1940                | 1950                | 1960                | 1970                | 1981                | 1991                | 2001                | 2011                |
|                     |                     |                     |                     |                     |                     | 1 959               | 2 839               | 3 032               | 2 982               | 2 249               | 1 820               | 1 409               | 1 033               | 747                 |